# Leptotyphlops leptipilepta
Leptotyphlops leptipilepta är en kräldjursart som beskrevs av  Thomas MCDIARMID och THOMPSON 1985. Leptotyphlops leptipilepta ingår i släktet Leptotyphlops och familjen Leptotyphlopidae. Inga underarter finns listade i Catalogue of Life.